# Bowling Green (Missouri)
Bowling Green is een plaats (city) in de Amerikaanse staat Missouri, en valt bestuurlijk gezien onder Pike County.

## Demografie
Bij de volkstelling in 2000 werd het aantal inwoners vastgesteld op 3260.
In 2006 is het aantal inwoners door het United States Census Bureau geschat op 5165, een stijging van 1905 (58,4%).

## Geografie
Volgens het United States Census Bureau beslaat de plaats een oppervlakte van
5,0 km², geheel bestaande uit land. Bowling Green ligt op ongeveer 248 m boven zeeniveau.

## Plaatsen in de nabije omgeving
De onderstaande figuur toont nabijgelegen plaatsen in een straal van 20 km rond Bowling Green.